# Zuid-Jutland
Sønderjyllands Amt (provincie Zuid-Jutland) was een provincie in Denemarken. De oppervlakte bedroeg 3939,12 km². De provincie telde 252.980 inwoners waarvan 126.235 mannen en 126.745 vrouwen (cijfers 2005). Hoofdstad van de provincie was Aabenraa. De culturele regio Sønderjylland is groter en omvat ook het noordelijke deel van Sleeswijk-Holstiein.
Op 1 januari 2007 werden de provincies in Denemarken afgeschaft. Zuid-Jutland is nu deel van de nieuwe regio Zuid-Denemarken.

## Taal
De inwoners van deze provincie spreken een eigen dialect, Zuidjutlands (Sønderjysk). Een Sønderjyde (inwoner van Zuid-Jutland) kan een Kopenhaagse Deen bijvoorbeeld niet verstaan.

## Geschiedenis
De provincie Zuid-Jutland komt overeen met de landstreek Noord-Sleeswijk en vormde het noorden van het Deense hertogdom Sleeswijk, waarover Denemarken in de negentiende eeuw met Pruisen en Oostenrijk in conflict raakte. Na afloop van deze Sleeswijk-Holsteinse kwestie moest Denemarken Sleeswijk, Holstein en Lauenburg aan Pruisen afstaan (1864). Na de Duitse nederlaag in de Eerste Wereldoorlog mocht de bevolking conform het Verdrag van Versailles per referendum bepalen bij welk land ze wilde horen. In Noord-Sleeswijk koos een meerderheid voor Denemarken, in Zuid-Sleeswijk voor Duitsland.
De gebieden behielden oorspronkelijk de bestuurlijke indeling die ook al voor de Duitse tijd van kracht was geweest. Dat betekende dat er vier amten in Denemarken bij kwamen: Tønder, Haderslev, Sønderborg en Aabenraa. De laatste twee werden al na paar jaar samengevoegd. In 1970 werden uiteindelijk de drie resterende amten samengevoegd tot de provincie Zuid-Jutland.

## Gemeenten
| - Aabenraa - Augustenborg - Bov - Bredebro - Broager - Christiansfeld - Gram - Gråsten - Haderslev - Højer - Løgumkloster - Lundtoft | - Nordborg - Nørre-Rangstrup - Rødding - Rødekro - Skærbæk - Sønderborg - Sundeved - Sydals - Tinglev - Tønder - Vojens |